# Philothamnus macrops
Espèce
Synonymes
- Oligolepis macrops  Boulenger, 1895

Philothamnus macrops est une espèce de serpents de la famille des Colubridae.

## Répartition
Cette espèce est endémique de Tanzanie.

## Description
L'holotype de Philothamnus macrops, un juvénile, mesure 215 mm dont 57 mm pour la queue. Cette espèce a la face dorsale olive et présente des rayures irrégulières claires. Sa face ventrale est blanche.

## Publication originale
- Boulenger, 1895 : Descriptions of two new snakes from Usambara, German East Africa. Annals and magazine of natural history, ser. 6, vol. 16, p. 171-173 (texte intégral).